# 1711 a tudományban
Az 1711. év a tudományban és a technikában.

## Születések
- május 18. – Rudjer Boscovich polihisztor († 1787)
- október 31. – Laura Bassi tudós († 1778)
- november 19. – Mihail Vasziljevics Lomonoszov polihisztor († 1765)
- Thomas Wright csillagász († 1786)
- Richard Dunthorne csillagász († 1775)